# Felix Edward Hébert

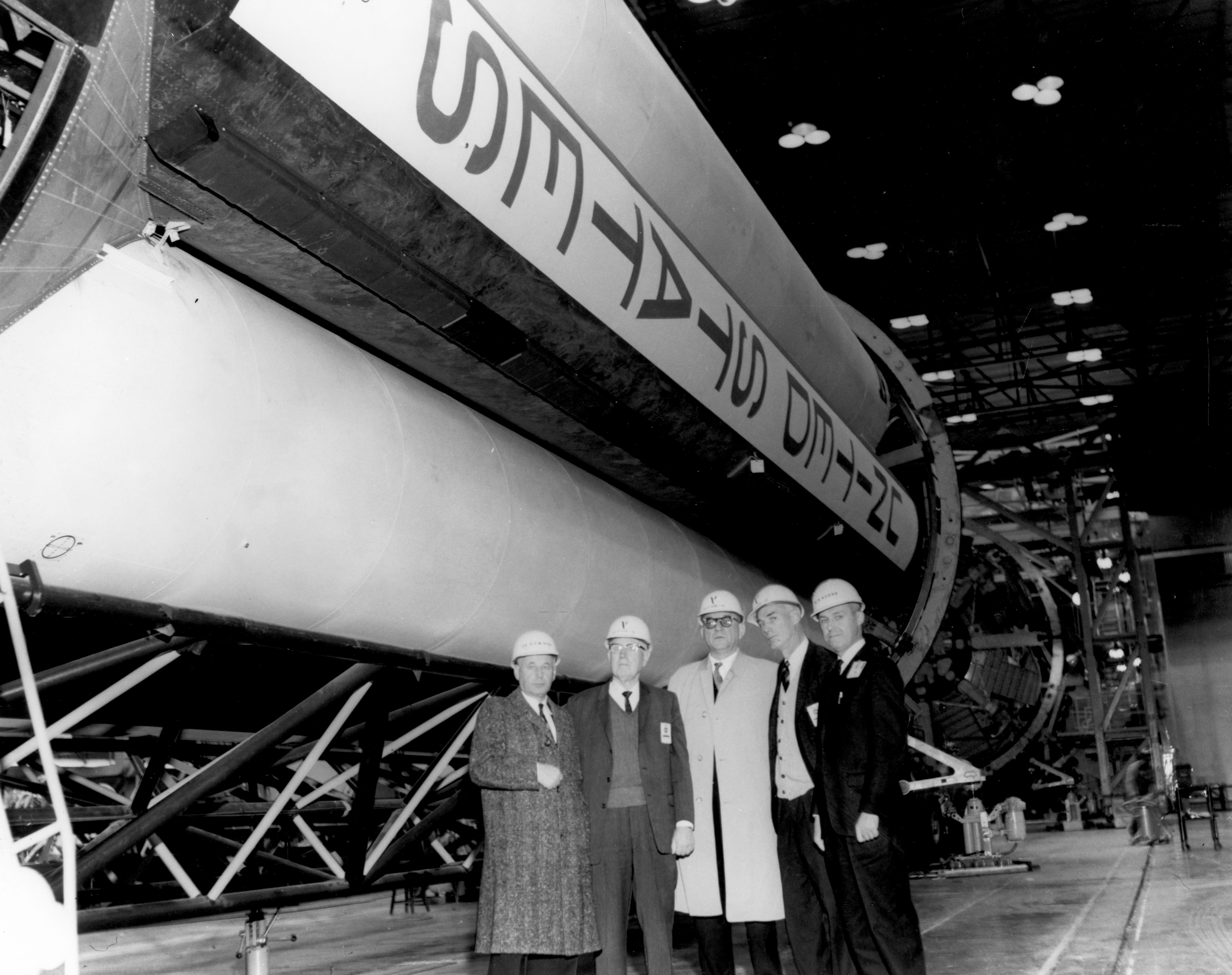
Felix Hébert (Mitte) besucht 1962 das Marshall Space Flight Center.

Felix Edward Hébert (* 12. Oktober 1901 in New Orleans, Louisiana; † 29. Dezember 1979 ebenda) war ein US-amerikanischer Politiker. Er vertrat den Bundesstaat Louisiana im US-Repräsentantenhaus.

## Werdegang
Hébert studierte an der Jesuit High School in New Orleans, wo er für die New Orleans Times-Picayune Sportartikel verfasste. Danach ging er an die Tulane University und wurde der erste Sportredakteur der Tulane Hullabaloo. Er graduierte 1924.
Nach seinem Studium verfolgte er eine Karriere in der Öffentlichkeit (für die Loyola University) und im Journalismus für die Times-Picayune und den New Orleans States (eine Zeitung, die später durch die Times-Picayune erworben wurde, während Hébert dort noch arbeitete). Als Kolumnist von Titelseiten und politischer Redakteur berichtete er über die Kandidatur und Wahl von Huey P. Long als Senator von Louisiana. Seine Reportage des Louisiana Scandals über Korruption im Umfeld der Familie Long führte zur Verurteilung von Gouverneur Richard W. Leche und LSU-Präsident James Monroe Smith.
Héberts Berichterstattung von den Ereignissen führte 1940 zu seiner Wahl als Demokrat in den 77. US-Kongress, wo er seine Tätigkeit bis zum Ende des 94. Kongresses ausübte. Er wurde 1976 nicht für eine Wiederwahl aufgestellt. Diese Dauerhaftigkeit setzte einen Rekord in Louisiana für die längste Dienstzeit im Repräsentantenhaus.
Hébert zwischen 1971 und 1975 war Vorsitzender des Committee on Armed Services. Danach wurde er aus dessen Vorsitz durch eine Revolte vom zunehmend jungen und liberalen House Democratic Caucus entfernt, mit der Begründung seines hohen Dienstalters. Viele der jungen Demokraten waren nicht erfreut, als er die neuen Mitglieder des Repräsentantenhauses als Jungs und Mädchen ansprach, wobei ihn viele auch als Untergebenen des Verteidigungsministeriums erachteten.
Hébert zog sich nach New Orleans zurück, wo er am 29. Dezember 1979 verstarb. Man setzte ihn in New Orleans im Lake Lawn Park Mausoleum bei.